# Boissy-le-Bois
Pour les articles homonymes, voir Boissy.
Boissy-le-Bois est une ancienne commune française située dans le département de l'Oise en région Hauts-de-France.
Elle a fusionné le 1er janvier 2019 avec Énencourt-le-Sec et Hardivillers-en-Vexin pour former la commune nouvelle de La Corne en Vexin, dont elle devient une commune déléguée.

## Toponymie
Buxetum en 1053, « ensemble de buis ».

## Histoire
Boissy-le-Bois a décidé de fusionner avec  Énencourt-le-Sec, et Hardivillers-en-Vexin pour former la commune nouvelle de La Corne en Vexin, ce qui a été fait par un arrêté préfectoral qui a pris effet le  1er janvier 2019, avec Énencourt-le-Sec pour chef-lieu.

## Politique et administration

### Rattachements administratifs et électoraux
Boissy-le-Bois se trouve dans l'arrondissement de Beauvais du département de l'Oise. Pour l'élection des députés, elle fait partie depuis 1988 de la deuxième circonscription de l'Oise.
La commune faisait partie depuis 1793 du canton de Chaumont-en-Vexin. Dans le cadre du redécoupage cantonal de 2014 en France, elle reste intégrée à ce canton (qui passe de 37 à 73 communes) jusqu'à la fusion de 2019.

### Intercommunalité
Boissy-le-Bois faisait partie de la communauté de communes du Vexin Thelle jusqu'à sa fusion de 2019.

### Liste des maires
| Période                                  | Période       | Identité    | Étiquette | Qualité       |
| ---------------------------------------- | ------------- | ----------- | --------- | ------------- |
| Les données manquantes sont à compléter. |               |             |           |               |
| mars 2001                                | décembre 2018 | Jean Roland | DVG       | Retraité-SNCF |

| Période      | Période  | Identité    | Étiquette | Qualité       |
| ------------ | -------- | ----------- | --------- | ------------- |
| janvier 2019 | En cours | Jean Roland |           | Retraité-SNCF |

## Population et société

### Démographie
Évolution démographique
L'évolution du nombre d'habitants est connue à travers les recensements de la population effectués dans la commune depuis 1793. Pour les communes de moins de 10 000 habitants, une enquête de recensement portant sur toute la population est réalisée tous les cinq ans, les populations de référence des années intermédiaires étant quant à elles estimées par interpolation ou extrapolation. Pour la commune, le premier recensement exhaustif entrant dans le cadre du nouveau dispositif a été réalisé en 2005.

En 2016, la commune comptait 195 habitants, en évolution de +1,56 % par rapport à 2010 (Oise : +0,87 %, France hors Mayotte : +2,11 %).
| 1793 | 1800 | 1806 | 1821 | 1831 | 1836 | 1841 | 1846 | 1851 |
| ---- | ---- | ---- | ---- | ---- | ---- | ---- | ---- | ---- |
| 226  | 218  | 230  | 224  | 213  | 250  | 253  | 232  | 228  |

| 1856 | 1861 | 1866 | 1872 | 1876 | 1881 | 1886 | 1891 | 1896 |
| ---- | ---- | ---- | ---- | ---- | ---- | ---- | ---- | ---- |
| 229  | 207  | 204  | 193  | 197  | 187  | 187  | 188  | 201  |

| 1901 | 1906 | 1911 | 1921 | 1926 | 1931 | 1936 | 1946 | 1954 |
| ---- | ---- | ---- | ---- | ---- | ---- | ---- | ---- | ---- |
| 208  | 168  | 148  | 144  | 135  | 141  | 122  | 131  | 123  |

| 1962 | 1968 | 1975 | 1982 | 1990 | 1999 | 2005 | 2006 | 2010 |
| ---- | ---- | ---- | ---- | ---- | ---- | ---- | ---- | ---- |
| 125  | 106  | 103  | 130  | 137  | 166  | 185  | 184  | 192  |

| 2015 | 2016 | - | - | - | - | - | - | - |
| ---- | ---- | - | - | - | - | - | - | - |
| 194  | 195  | - | - | - | - | - | - | - |

Pyramide des âges en 2007
La population de la commune est relativement jeune. Le taux de personnes d'un âge supérieur à 60 ans (19,5 %) est en effet supérieur au taux national (21,6 %) tout en étant toutefois inférieur au taux départemental (17,5 %).
À l'instar des répartitions nationale et départementale, la population féminine de la commune est supérieure à la population masculine. Le taux (51,4 %) est du même ordre de grandeur que le taux national (51,6 %).
La répartition de la population de la commune par tranches d'âge est, en 2007, la suivante :
- 48,6 % d’hommes (0 à 14 ans = 15,6 %, 15 à 29 ans = 16,7 %, 30 à 44 ans = 17,8 %, 45 à 59 ans = 32,2 %, plus de 60 ans = 17,8 %) ;
- 51,4 % de femmes (0 à 14 ans = 26,3 %, 15 à 29 ans = 10,5 %, 30 à 44 ans = 23,2 %, 45 à 59 ans = 18,9 %, plus de 60 ans = 21 %).

| Hommes | Classe d’âge | Femmes |
| ------ | ------------ | ------ |
| 1,1    | 90 ans ou +  | 2,1    |
| 5,6    | 75 à 89 ans  | 6,3    |
| 11,1   | 60 à 74 ans  | 12,6   |
| 32,2   | 45 à 59 ans  | 18,9   |
| 17,8   | 30 à 44 ans  | 23,2   |
| 16,7   | 15 à 29 ans  | 10,5   |
| 15,6   | 0 à 14 ans   | 26,3   |

| Hommes | Classe d’âge | Femmes |
| ------ | ------------ | ------ |
| 0,2    | 90 ans ou +  | 0,8    |
| 4,5    | 75 à 89 ans  | 7,1    |
| 11,0   | 60 à 74 ans  | 11,5   |
| 21,1   | 45 à 59 ans  | 20,7   |
| 22,0   | 30 à 44 ans  | 21,6   |
| 20,0   | 15 à 29 ans  | 18,5   |
| 21,3   | 0 à 14 ans   | 19,9   |

### Enseignement
Les enfants du village sont scolarisés, en 2016, par un regroupement pédagogique intercommunal (RPI) qui regroupe Bachivillers — qui héberge la cantine ainsi que le service périscolaire, et accueille les deux tiers des 138 élèves concernés — Boissy-le-Bois, Énencourt-le-Sec, Hardivillers-en-Vexin et Thibivillers.

## Culture locale et patrimoine

### Lieux et monuments
- Église Notre-Dame-de-la-Nativité de Boissy-le-Bois, des XII e et  XVIe siècle. Le vaisseau unique date des XIe et XIIe siècles, et une chapelle a été rajoutée au XVIe siècle au sud du bâtiment[11].
- Château de Boissy-le-Bois, manoir du Vexin construit au XVIe siècle en brique et pierre, ainsi que la ferme seigneuriale, un pigeonnier octogonal et un original porche reliant le château et l'église[12].

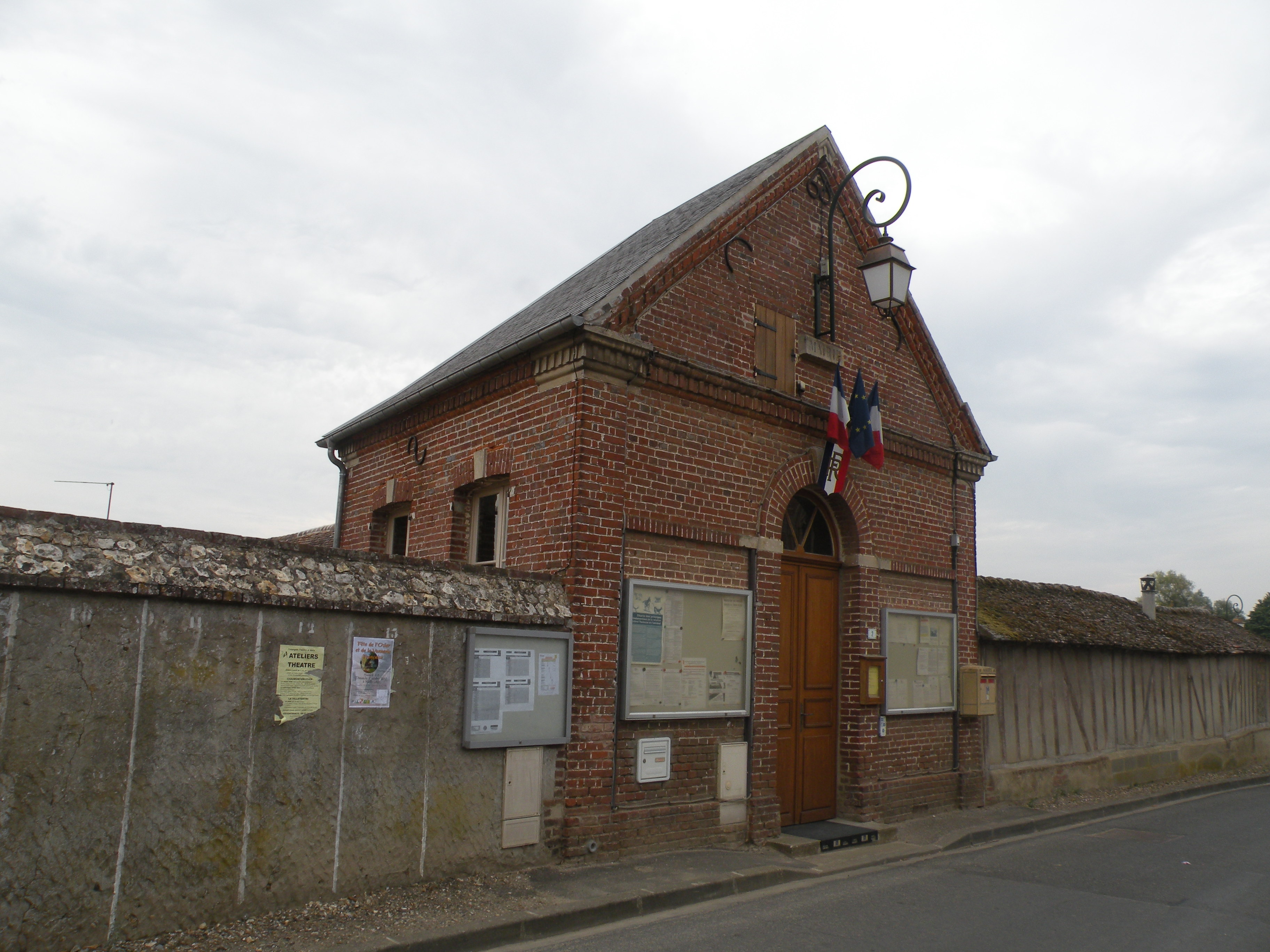
La mairie.
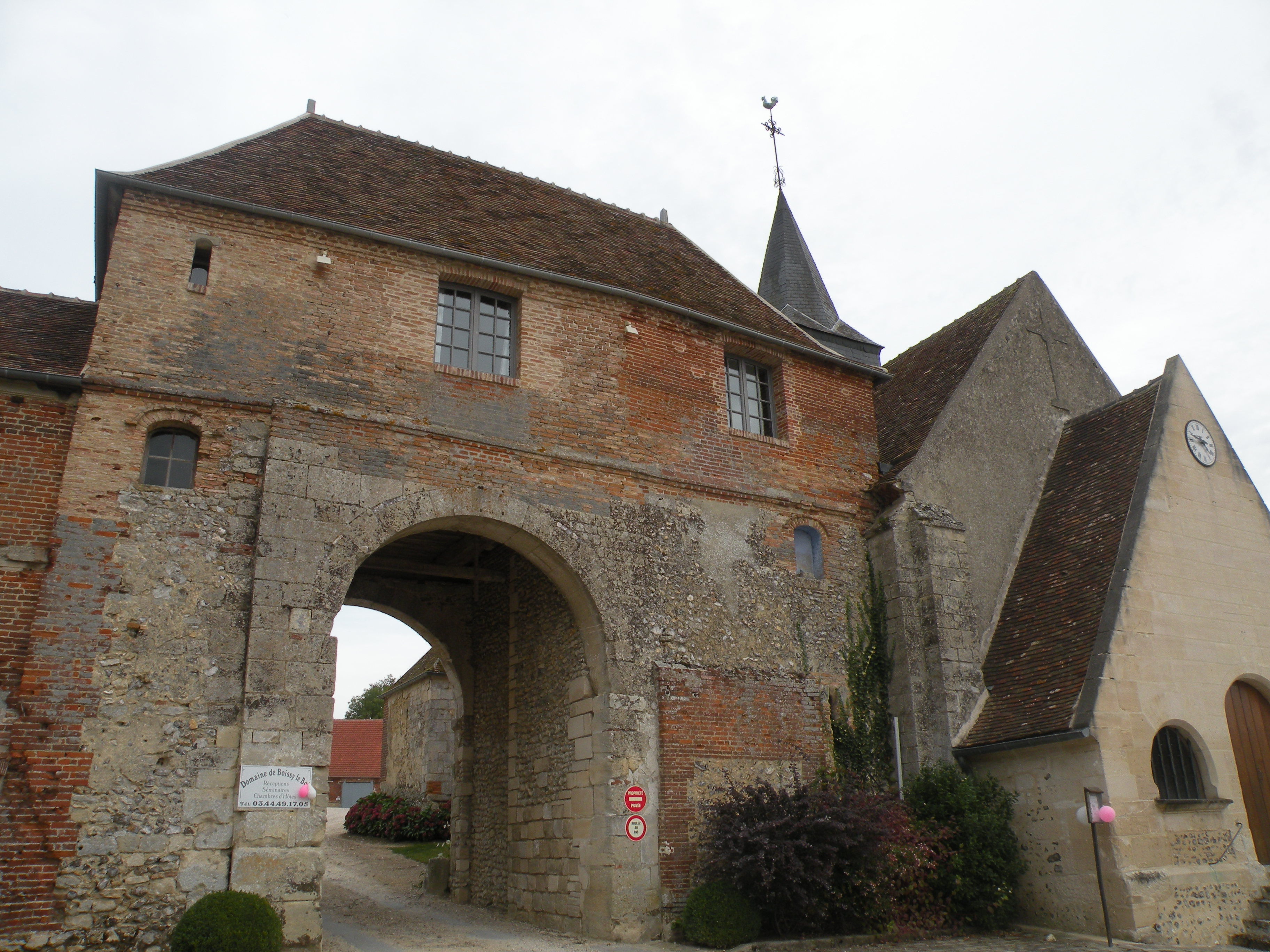
Porche entre le château et l'église.
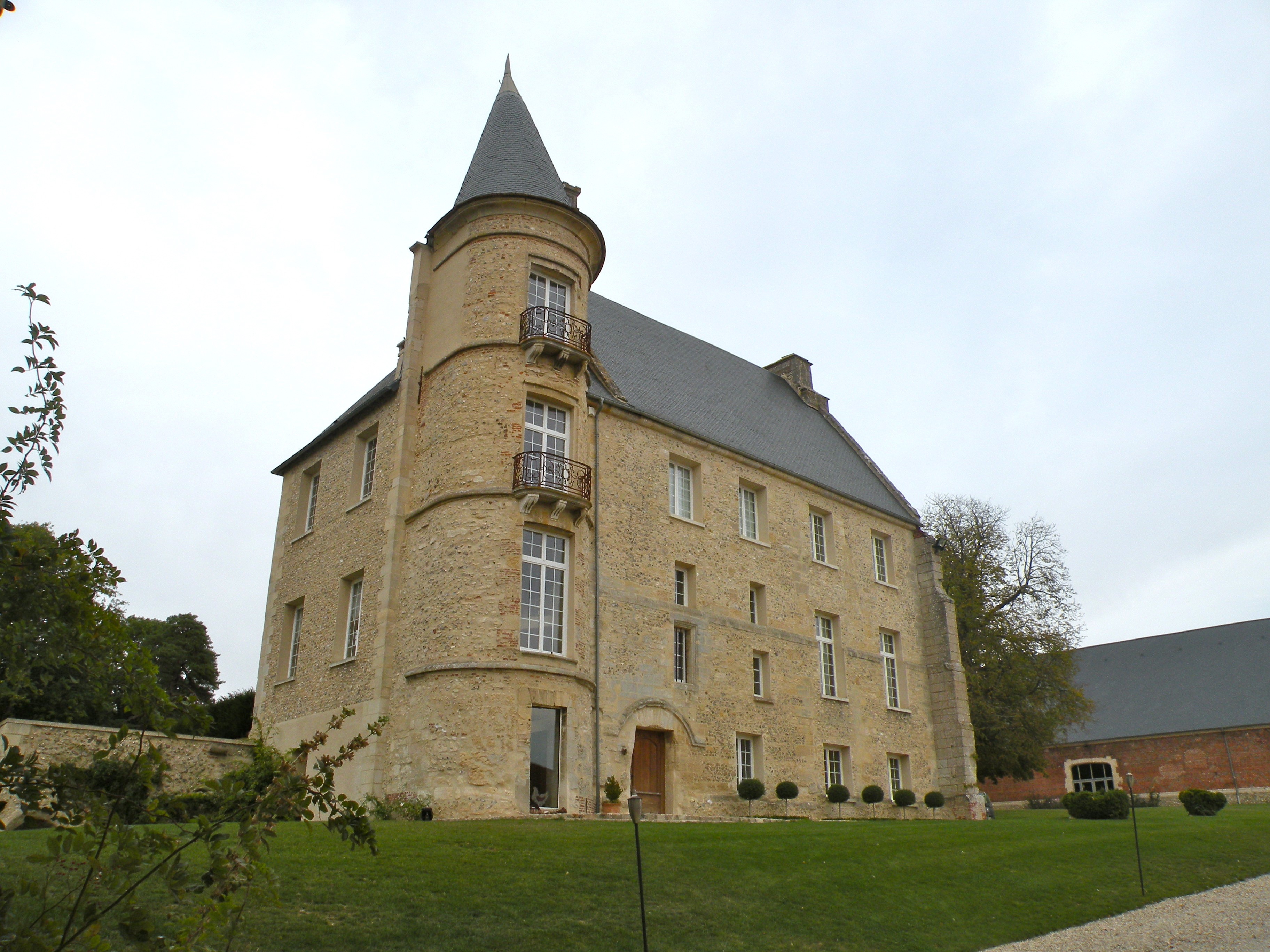
Le château.
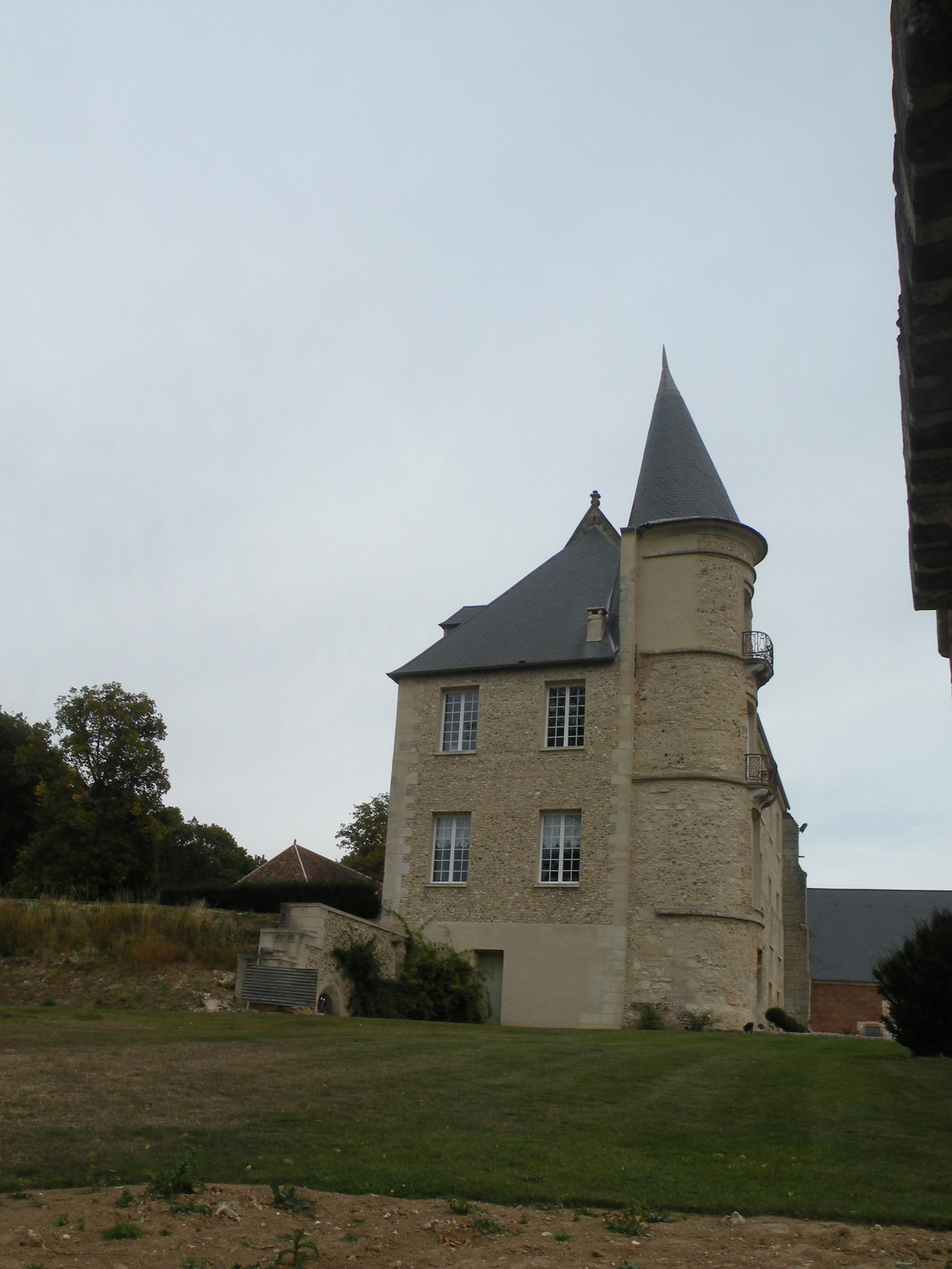
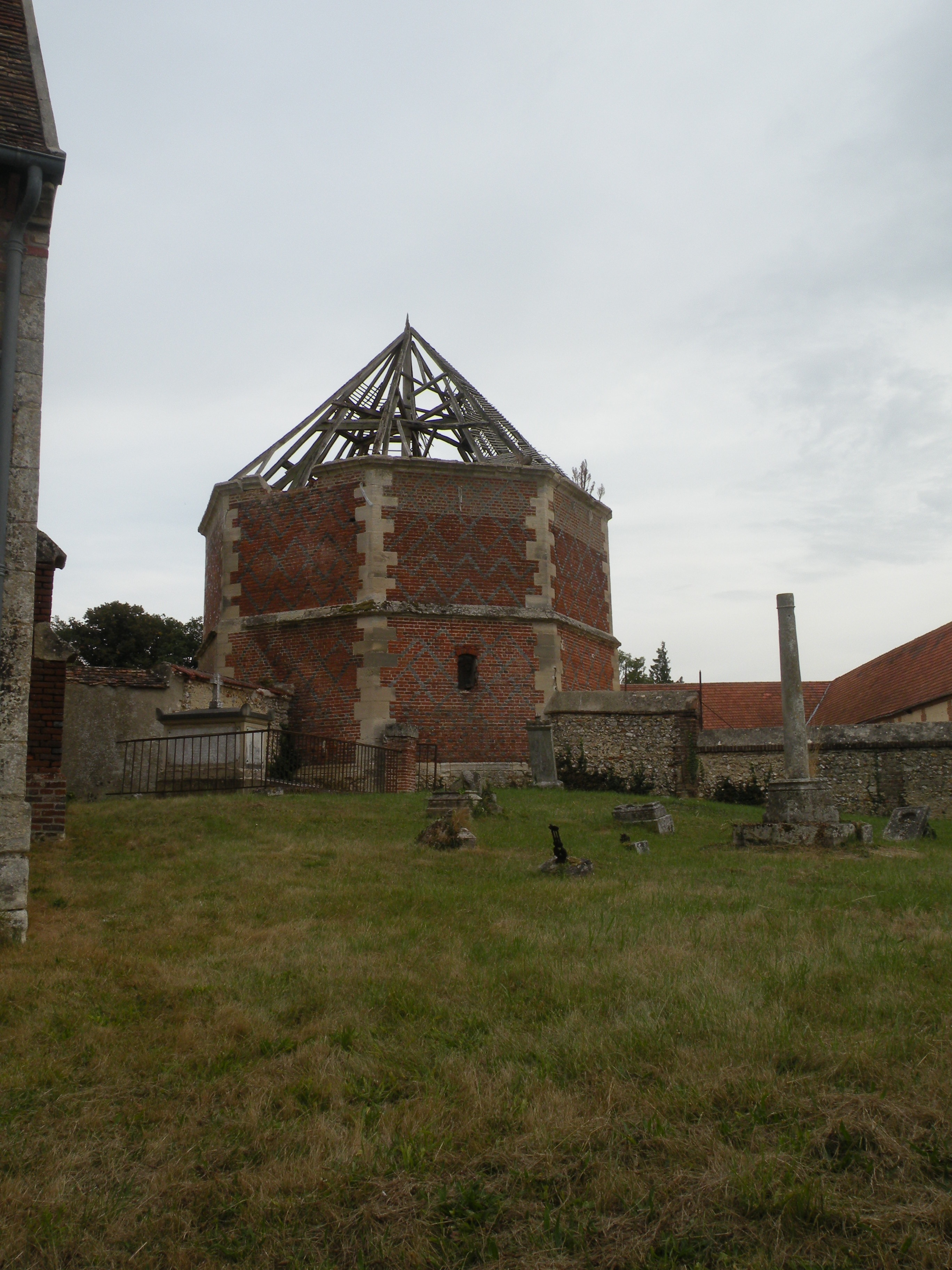
Le pigeonnier en 2012.
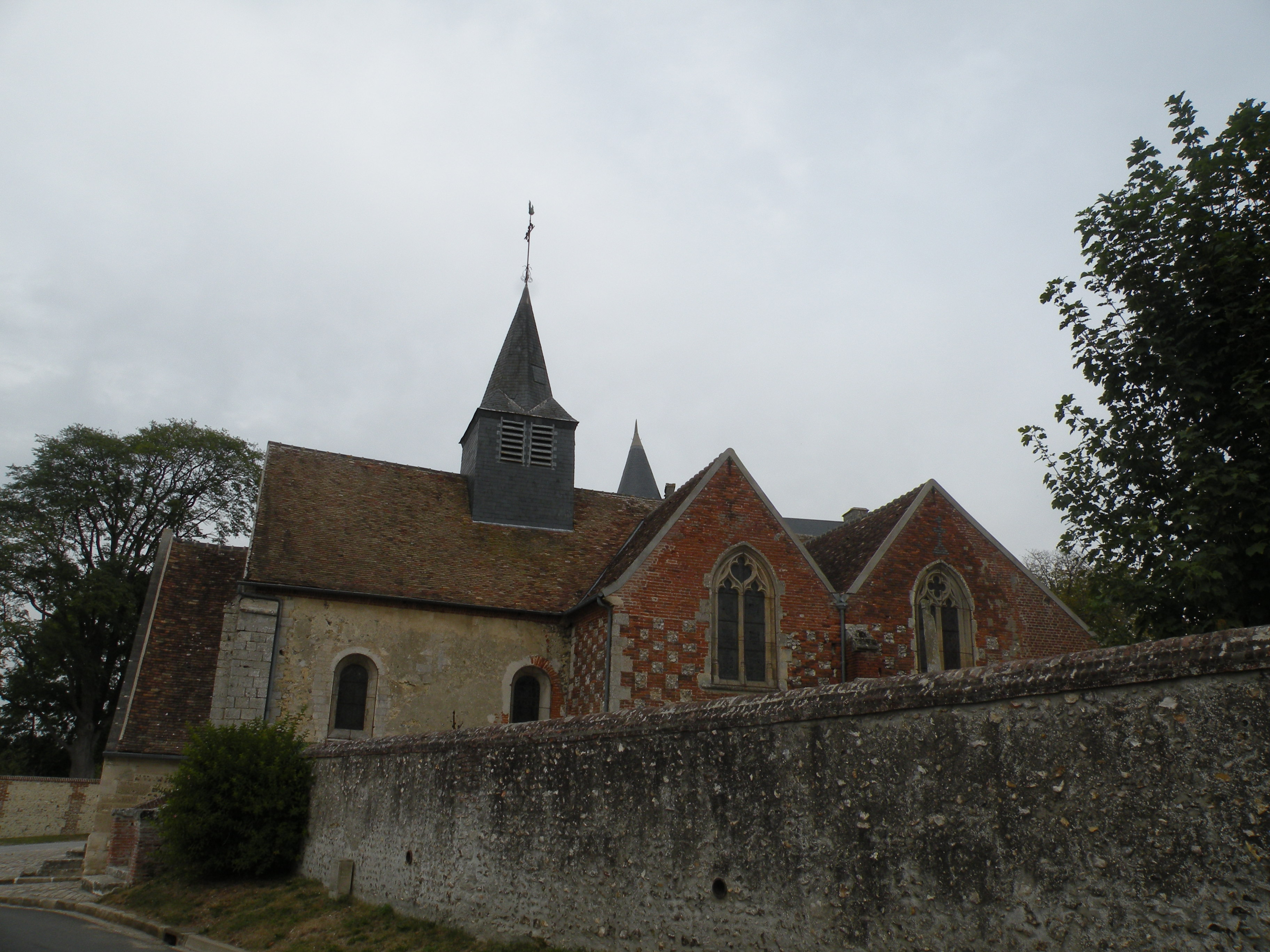
L'église.
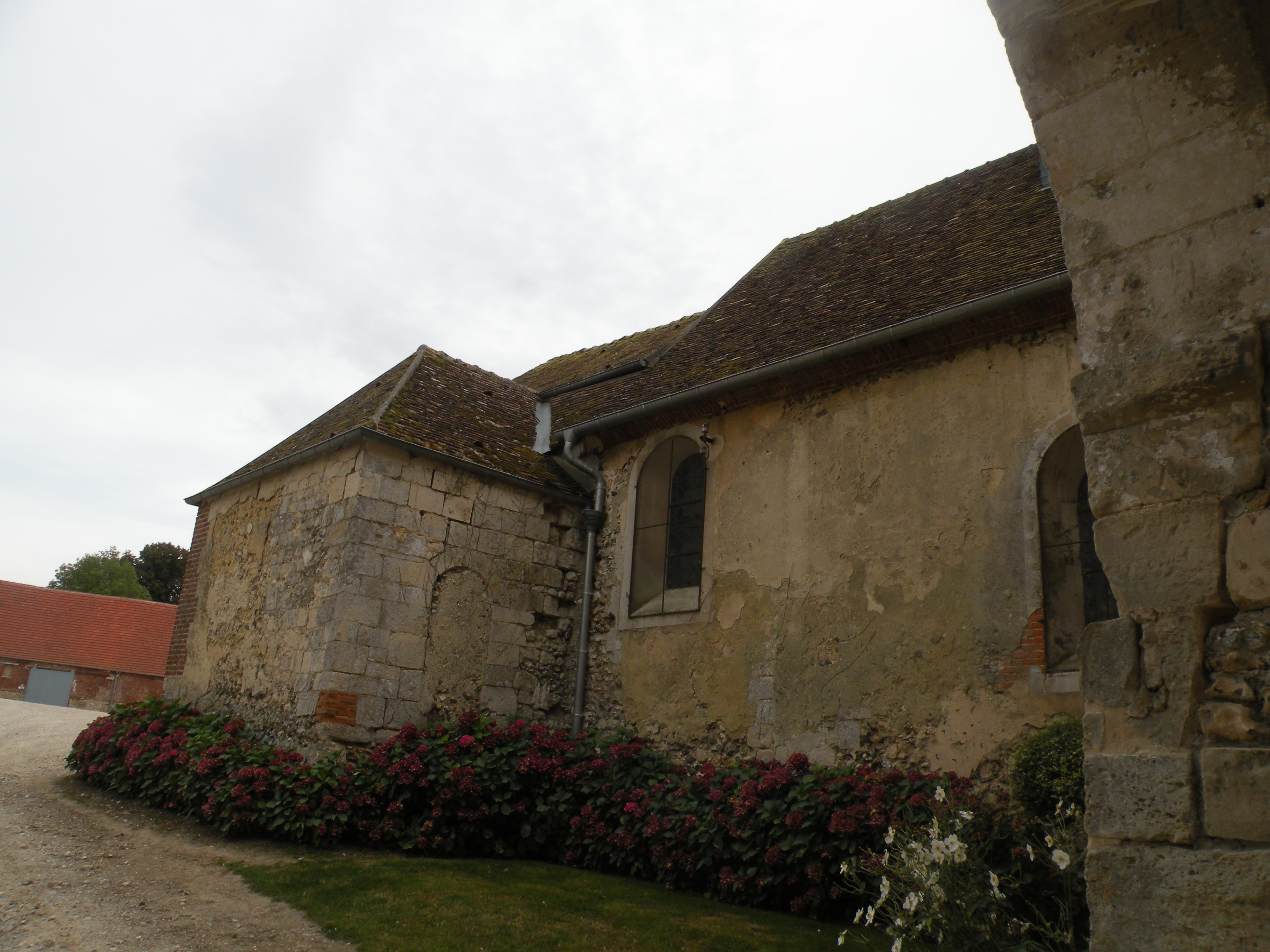
La chapelle sud du XVIe siècle
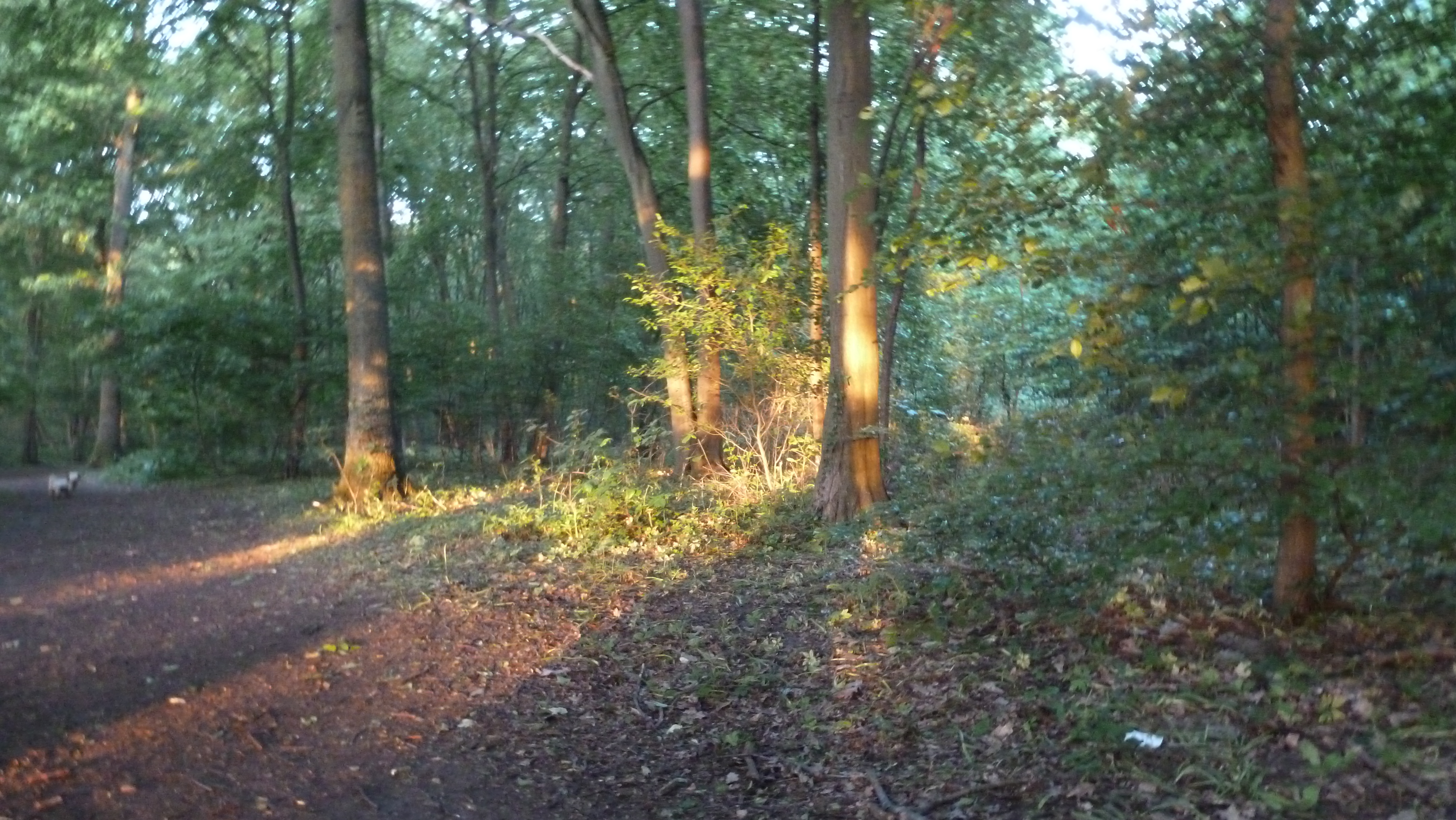
Le bois de Boissy.

### Héraldique
| Armes de Boissy-le-Bois | Les armes de Boissy-le-Bois se blasonnent ainsi : d'azur au lion d'or. |